# Championnats d'Europe d'aviron 1953
Navigation
Édition précédente Édition suivante
Les championnats d'Europe d'aviron 1953, quarante-troisième édition des championnats d'Europe d'aviron, ont lieu en 1953 à Copenhague, au Danemark.

## Podiums

### Hommes
| Épreuves             | Or | Argent | Bronze |
| -------------------- | --- | --- | --- |
| Skiff M1x            | Perica Vlašić (YUG) | Teodor Kocerka (POL) | Achille Giovannoni (FRA) |
| Deux de pointe M2-   | Union soviétique Igor Buldakov Viktor Ivanov | Belgique Michel Knuysen Bob Baetens | Danemark Finn Pedersen Kjeld Østrøm |
| Deux de couple M2x   | Suisse Peter Stebler Erich Schriever | Union soviétique Ernst Verbin Juri Sorokin | Yougoslavie Dragutin Petrovečki Milan Korošec |
| Deux barré M2+       | France Guy Nosbaum Claude Martin Daniel Forget (barreur) | Allemagne de l'Ouest Helmut Heinhold Heinz Manchen Otto Nordmeyer (barreur) | Belgique René Verhoeven Joseph Van Thillo Henri de Brie (barreur)                                                                                        |
| Quatre de pointe M4- | Danemark Helge Muxoll Schrøder Björn Brönnum Leif Hermansen Ole Scavenius Jensen                                                                                              | Norvège Carl Monssen Odd Johanson Kjell Gundersen Svein Hansen | Grande-Bretagne Gavin Sorrell James Green Colin Porter Edward Field                                                                                      |
| Quatre barré M4+     | Tchécoslovaquie Karel Mejta Jiří Havlis Jan Jindra Stanislav Lusk Miroslav Koranda (barreur)                                                                                  | Union soviétique Kirill Putyrsky Georgiy Bryulgart Georgy Gushchenko Boris Fyodorov Boris Brechko (barreur)                                                                        | Suisse Rico Bianchi Karl Weidmann Émile Ess Heini Scheller Walter Leiser (barreur)                                                                       |
| Huit M8+             | Union soviétique Yevgeny Brago Vladimir Rodimushkin Slava Amiragov Igor Borisov Yevgeny Samsonov Leonid Gissen Aleksey Komarov Vladimir Kryukov Alexander Majantsev (barreur) | Danemark Flemming Nimb Kjeld Larsen Børge Hougaard Svend Erik Schougaard Wesley Ernest Pedersen Walter Schröder Kurt Andersen Krog Aage Nielsen Drejer Finn Hansen Aabye (barreur) | France Pierre Blondiaux Jean-Jacques Guissart Marc Bouissou Roger Gautier Jean-Paul Pieddeloup Jean Rivière Géo Rouhaud René Lotti Lionel Biet (barreur) |

### Femmes - Test event
Un test event féminin a lieu durant ces Championnats. Trois équipes s'affrontent dans le huit qui se termine sur la victoire des Pays-Bas, devant la Grande-Bretagne et le Danemark.